# Лопес Сильва, Давид
Давид Лопес Сильва (исп. David López Silva; 9 октября 1989, Барселона, Испания) — испанский футболист, опорный полузащитник клуба «Жирона».

## Клубная карьера
Родился 9 октября 1989 года в городе Барселона. Воспитанник юношеских команд местных футбольных клубов «Дамм» и «Эспаньол».
Во взрослом футболе дебютировал в 2008 году выступлениями за вторую команду «Эспаньола». Сезон 2009/10 провёл в аренде в клубе «Террасса», команда которого боролась в третьей по силе испанской лиге Сегунда B. Вернувшись из аренды дебютировал в играх за основную команду «Эспаньола», в составе которой, впрочем, не закрепился и был вновь отдан в аренду, сначала в «Леганес» (в сезоне 2011/12), а затем в «Уэску» (в сезоне 2012/13).
В 2013 году вернулся в «Эспаньол», где наконец завоевал себе место в основном составе.
31 августа 2014 года заключил пятилетний контракт с итальянским «Наполи».
26 августа 2016 года вернулся в «Эспаньол» из Италии, подписал 4-летний контракт.

## Выступления за сборную
В 2013 году провёл одну игру в составе непризнанной международными футбольными организациями сборной Каталонии.

## Достижения
«Наполи»
- Обладатель Суперкубка Италии: 2014

«Эспаньол»
- Победитель Сегунды: 2021/22